# Ennio Doris
Ennio Doris (Tombolo, 3 luglio 1940 – Milano, 24 novembre 2021) è stato un dirigente d'azienda, imprenditore e banchiere italiano, fondatore di Mediolanum, attiva nel settore della finanza e del risparmio.
Presidente onorario del consiglio di amministrazione di Fondazione Mediolanum Onlus e socio di FINPROG Italia S.p.A., fino al 21 settembre 2021 ha ricoperto il ruolo di Presidente della Banca Mediolanum.
Con un patrimonio stimato di 3 miliardi di dollari, nel 2018 Ennio Doris era 17º nella classifica della rivista Forbes riguardante gli uomini più ricchi d'Italia.

## Biografia
Dopo il diploma in ragioneria presso l'istituto "Jacopo Riccati" di Treviso, Doris inizia la sua carriera lavorativa come venditore porta a porta presso la Banca Antoniana di Padova e Trieste (poi Antonveneta) nella filiale di San Martino di Lupari (PD), dove rimane per otto anni, per poi diventare direttore generale delle officine meccaniche Talin di Cittadella con Dino Marchiorello. Vedendo Gianfranco Cassol, suo compagno di scuola, fare il promotore, nel 1969 inizia la sua attività nel campo della consulenza finanziaria per la società Fideuram (oggi Fideuram - Intesa Sanpaolo Private Banking).
Nel 1971 entra a far parte della Dival (gruppo RAS) che aveva appena dato vita al fondo comune di diritto lussemburghese "TreR" (dalle iniziali dei tre gruppi promotori: RAS, Rothschild e Rockfeller). Comincia in una struttura commerciale inizialmente composta da pochi collaboratori, in dieci anni raggiunge la qualifica di divisional manager con un gruppo di 700 persone. Il successo in Dival e l'esperienza accumulata nel mondo del risparmio fanno maturare in lui il desiderio di realizzare un progetto imprenditoriale che permettesse di offrire ai clienti risposte a 360°, una consulenza finanziaria "globale".
Nel numero di maggio del 1981 il mensile Capital edito allora dalla Rizzoli pubblica una lunga intervista a Silvio Berlusconi, attivo nel settore immobiliare e in quello televisivo con Canale 5, che fa un'affermazione: «Se qualcuno ha un'idea e vuole diventare imprenditore, mi venga a trovare. E se l'idea è buona ci lavoriamo insieme». Un incontro casuale a Portofino permette a Ennio Doris di conoscere Berlusconi e di presentargli il suo progetto, convincendolo a parteciparvi. Nel febbraio del 1982 nasce la società Programma Italia, la prima rete in Italia ad offrire consulenza globale nel settore del risparmio, posseduta pariteticamente dal Gruppo Fininvest e Ennio Doris. Sotto la guida di Ennio Doris la rete di promotori di Programma Italia cresce rapidamente, come pure il fatturato dell'azienda. Nel 1994 Programma Italia S.p.A. muta la propria denominazione sociale in Mediolanum S.p.A, holding di tutte le attività di settore.
Nel giugno del 1996 l'azienda viene quotata nella Borsa Italiana ed entra nel MIB 30 a partire dal 1998. Nel maggio del 1997 nasce la nuova Banca Mediolanum con Ennio Doris come presidente. A partire dal 1999, Doris è anche il testimonial pubblicitario della Banca Mediolanum, per rafforzarne e trasmetterne il senso di fiducia e trasparenza. Nel 2002 Doris viene nominato Cavaliere del lavoro. Nel 2019 Banca Mediolanum vale oltre 6 miliardi di euro e conta più di 8.000 dipendenti. 3340 dipendenti nel 2023. A marzo 2020 dona 5 milioni di euro alla regione Veneto per la battaglia contro il  COVID-19.
Doris è stato un grande appassionato di ciclismo e ha scritto, in collaborazione con Pier Augusto Stagi, diversi libri sull'argomento.
Muore a Milano nella notte del 24 novembre 2021 a 81 anni. Riposa nel cimitero di Tombolo nella cappella di famiglia.
Pochi giorni prima, il 18 novembre, era stato presentato a Roma il cortometraggio L’uomo che inventò il futuro realizzato dal regista Ferzan Ozpetek per Banca Mediolanum, alla presenza dell’amministratore delegato Massimo Doris, figlio del fondatore e presidente onorario Ennio Doris.

## Vita privata
Ennio Doris è stato sposato dal 1966 fino alla sua morte con Lina Tombolato (1947) e ha avuto due figli: Massimo Antonio (1967), amministratore delegato di Banca Mediolanum S.p.A. e Annalisa Sara (1970), presidente esecutivo della Fondazione Mediolanum Onlus e vice presidente di Banca Mediolanum S.p.A.

## Opere
- C'è anche domani, Sperling & Kupfer, 2014, ISBN 8820055864
- con Pier Augusto Stagi, Un Giro intorno a me. 21 tappe indimenticabili della corsa rosa, Sperling & Kupfer, 2015, ISBN 8820058936
- con Pier Augusto Stagi, 100 storie, un giro. Le tappe più emozionanti in un dialogo tra appassionati, Ed. Mondadori Electa, 2017, ISBN 889181413X
- con Pier Augusto Stagi, Coppiebartali. Una storia italiana raccontata ai miei figli, Ed. Solferino, 2019 ISBN 8828201770

## Filmografia
- Nel film del 2018 Loro, Ennio Doris viene interpretato da Toni Servillo.
- Nel 2024 è uscito il film Ennio Doris - C’è anche domani, diretto da Giacomo Campiotti e ispirato alla sua autobiografia.